# Aanslaggevoeligheid
De term aanslaggevoeligheid komt uit de synthesizer-wereld. Het betekent: de mate waarin en de wijze waarop een synthesizer (of andere elektronische klankbron) reageert op de snelheid en/of kracht waarmee een toets wordt ingedrukt.

## Herkomst
De eerste generatie synthesizers werden weleens gekscherend "deurbellen" genoemd. Je drukte op een toets, er kwam geluid uit, en dat was het. Voor pianisten viel er niet op te spelen, omdat het toetsenbord niet reageerde op de wijze van spelen: hard of zacht toucher had geen enkel effect op het volume of de klankkleur van het gespeelde. Synthesizers kenden maar twee standen: geluid en geen geluid, er was geen tussengebied. Ook veel orgels, zoals bijvoorbeeld de Hammond, waren niet aanslaggevoelig. Soms hadden die dan wel een pedaal om het volume te regelen.
In de jaren 80 kwam daar verandering in. De toenemende populariteit van synthesizers en de steeds hogere eisen die de muzikanten er aan stelden resulteerden in verregaande verbeteringen in het basisontwerp van synthesizers. Dit mondde uit in aanslaggevoelige toetseninstrumenten. Sensoren onder (of achter) de individuele toetsen op het toetsenbord registreren de toets-aanslag van de bespeler. Deze informatie wordt omgezet in data die vervolgens de klankkleur moduleert.

## Soorten
Na een aantal initiële experimenten met de wijze waarop het toucher werd geregistreerd en omgezet in klankkleurdata is er tegenwoordig een MIDI-standaard voor aanslaggevoeligheid die door bijna alle MIDI-geluidsbronnen wordt 'begrepen'. Deze standaard valt grofweg uiteen in twee soorten aanslaggevoeligheid:
Velocity-sensitiveDe gevoeligheid van het keyboard voor de snelheid (velocity) waarmee een toets wordt ingedrukt.
AftertouchAftertouch is de mate waarin het keyboard reageert op de kracht waarmee een toets na aanslaan wordt ingehouden.
Bijna alle moderne keyboards en synthesizers kunnen beide soorten aanslaggevoeligheid interpreteren en omzetten naar klankkleurdata.

## Aftertouch
In tegenstelling tot aanslaggevoeligheid (meestal tot uitdrukking komend door de snelheid waarmee een toets wordt ingedrukt) gaat het bij aftertouch om de kracht die na de aanslag op de toets wordt uitgeoefend. Aftertouch geeft bij MIDI-implementatie MIDI-aftertouch-gebeurtenissen bij wijziging van de kracht die op een toets wordt uitgeoefend.
Er zijn twee soorten aftertouch te benoemen:
- Channel aftertouch
- Key of polyfone aftertouch

De grote meerderheid van de toetsinstrumenten gebruikt channel aftertouch. Dit betekent dat slechts één type aftertouch wordt gebruikt voor elke gelijktijdige toetsaanslag, zelfs bij de toetsen die niet in aftertouch worden gedrukt. Een klein deel van de toetsinstrumenten maakt gebruikt van polyfone aftertouch. Hiermee krijgt elke individuele noot een eigen aftertouch-waarde.
Aftertouch wordt vaak gebruikt voor het aanzwellen van volume, verandering van klank of toon, of een vibrato, zodat bepaalde instrumenten natuurgetrouw nagebootst kunnen worden. In sommige gevallen kan er zelfs een effect worden ingesteld.